# Matara (Sri Lanka)
Matara (en tamil: மாத்தறை ) es una ciudad de Sri Lanka, capital del distrito homónimo en la provincia del Sur.

## Geografía
Se encuentra a una altitud de 12 m s. n. m. a 155 km de la capital nacional, Colombo, en la zona horaria UTC +5:30.

## Demografía
Según estimación 2011 contaba con una población de 45 684 habitantes.

## Historia y cultura
Los portugueses fundaron una fortaleza (Matara Fort) en 1560 que fue conquistada por los holandeses en 1640 y aumentada después. Una iglesia holandesa fue construida a partir de 1686 e inaugurada en 1706. Los holandeses construyeron otra fortaleza (Star Fort) más entre 1763 y 1765. Los ingleses conquistaron la ciudad en 1796.

## Lugares de interés
La iglesia holandesa en la fortaleza, renovada entre 2006 y 2008, casi no fue afectada por el tsunami del Terremoto del océano Índico de 2004 ya que sufrió daños muy ligeros. La iglesia abriga losas funerarias holandesas y cuadros. La muralla de la fortaleza mide 240 metros de largo y 5 metros de alto y está bien conservada. Asimismo está bien conservada la fortaleza Star Fort que abriga un museo. La fortaleza cuenta con un terraplén y un foso que mide 6 metros de ancho.

## Infraestructura
Matara cuenta con una estación de la línea ferroviaria de Colombo a Beliatta que fue inaugurada en 1895 hasta Matara. En 2019, fue extendida la línea en 26 km desde Matara hasta Beliatta. Hay buenas conexiones en tren a Colombo y a las ciudades costeras en el sudoeste de Sri Lanka. La autopista E01 Expressway une Matara con Colombo y con Hambantota en sudeste del país.

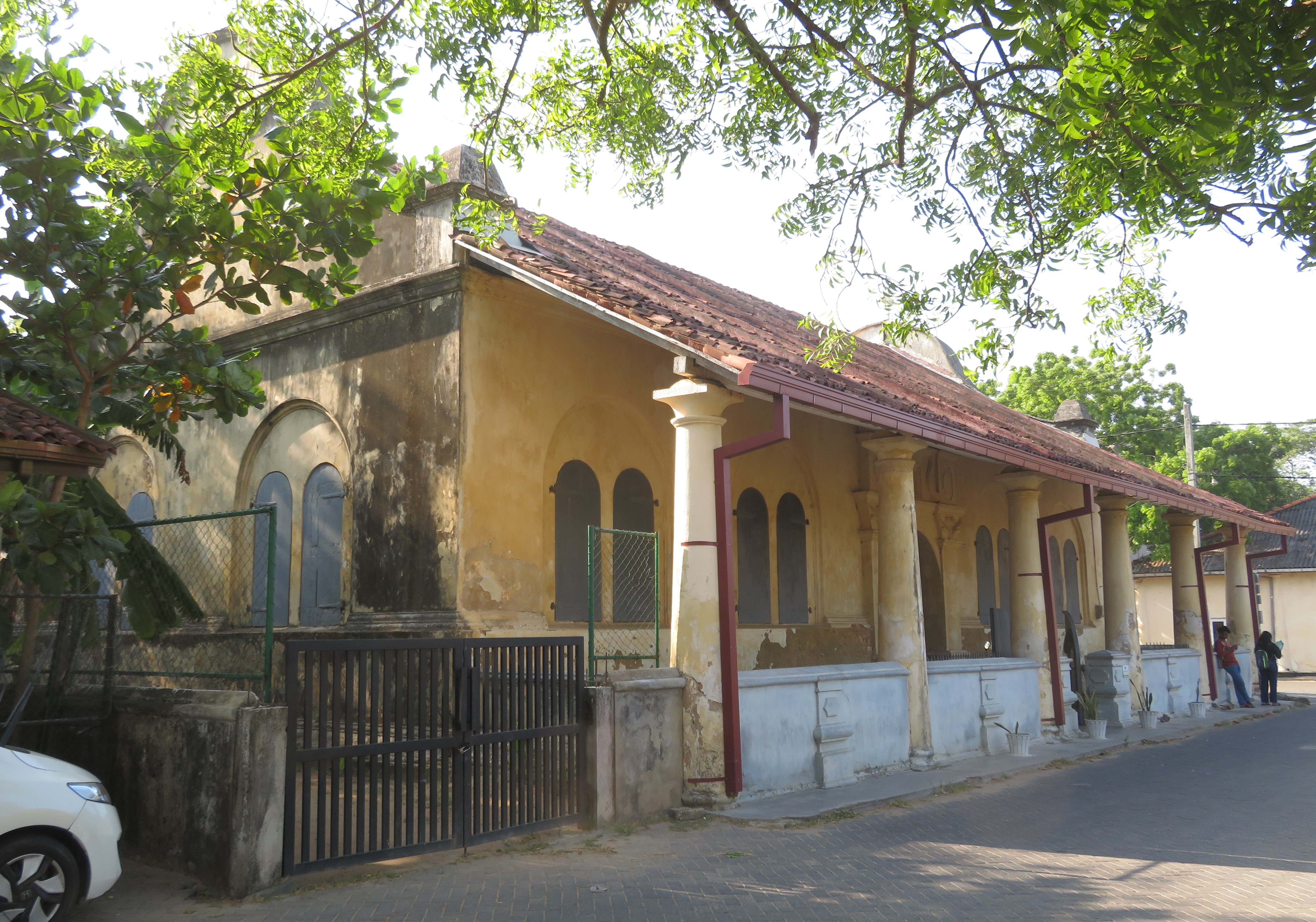
Iglesia holandesa
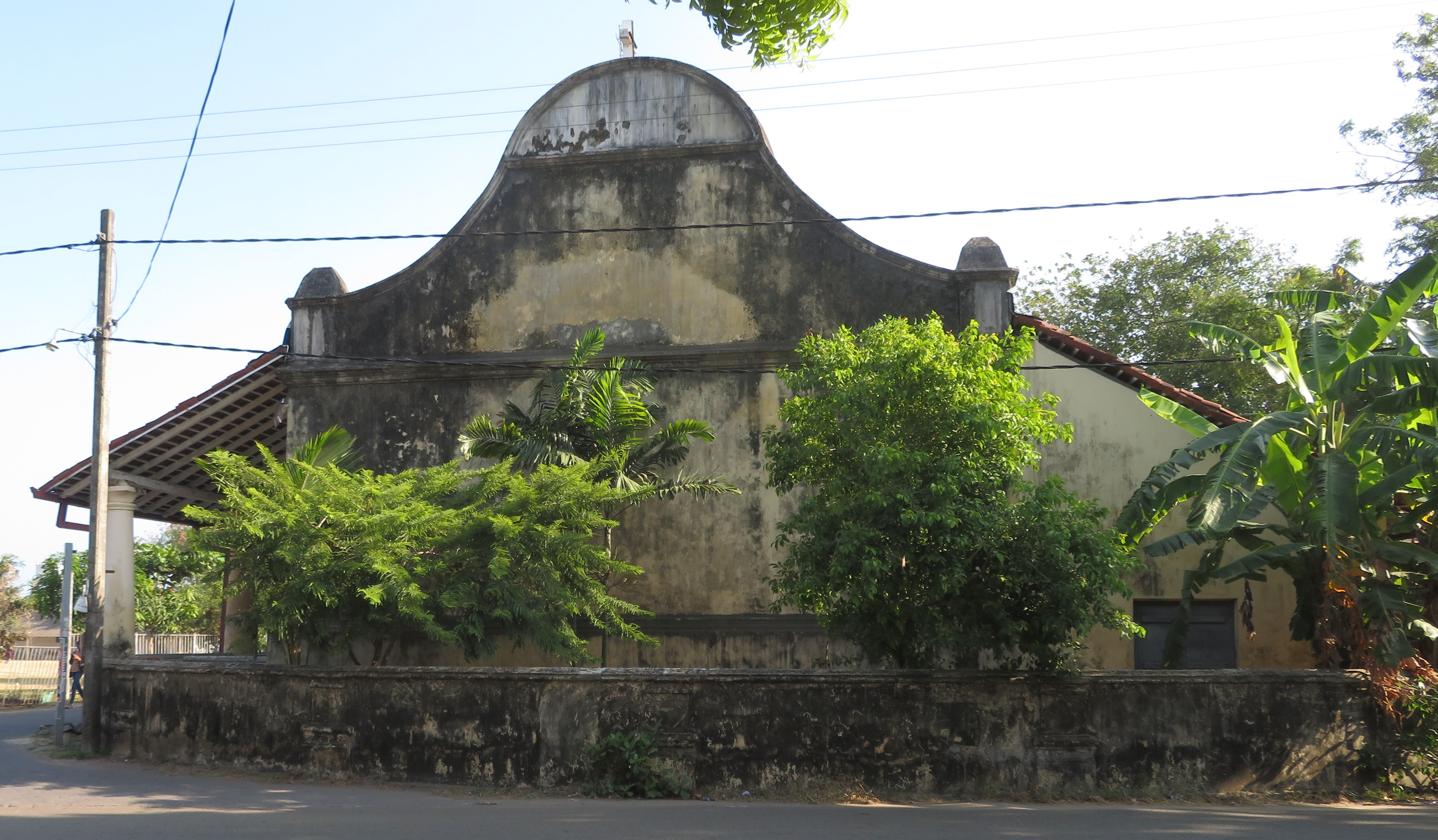
Iglesia holandesa, fachada norte
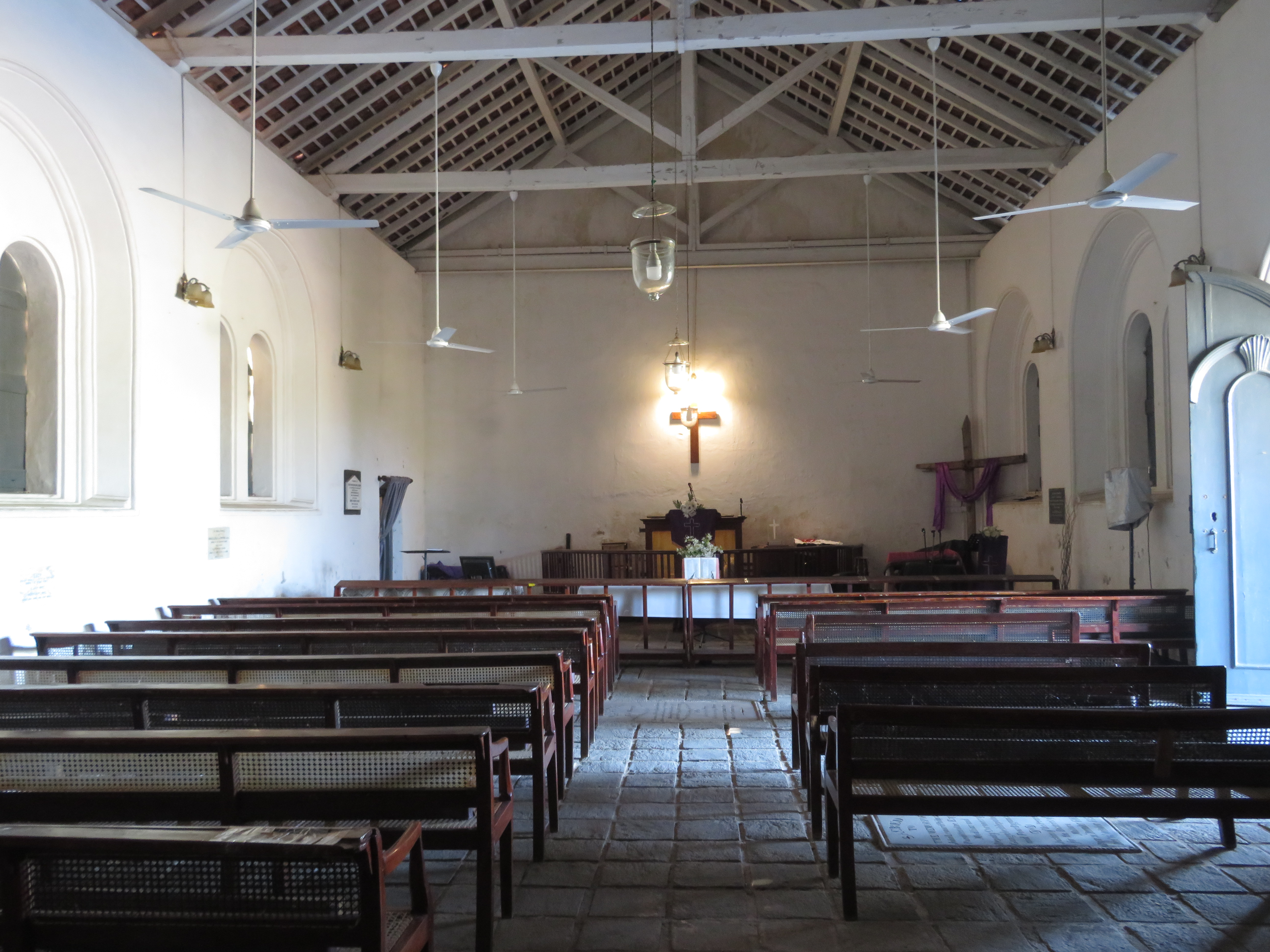
Interior de la iglesia
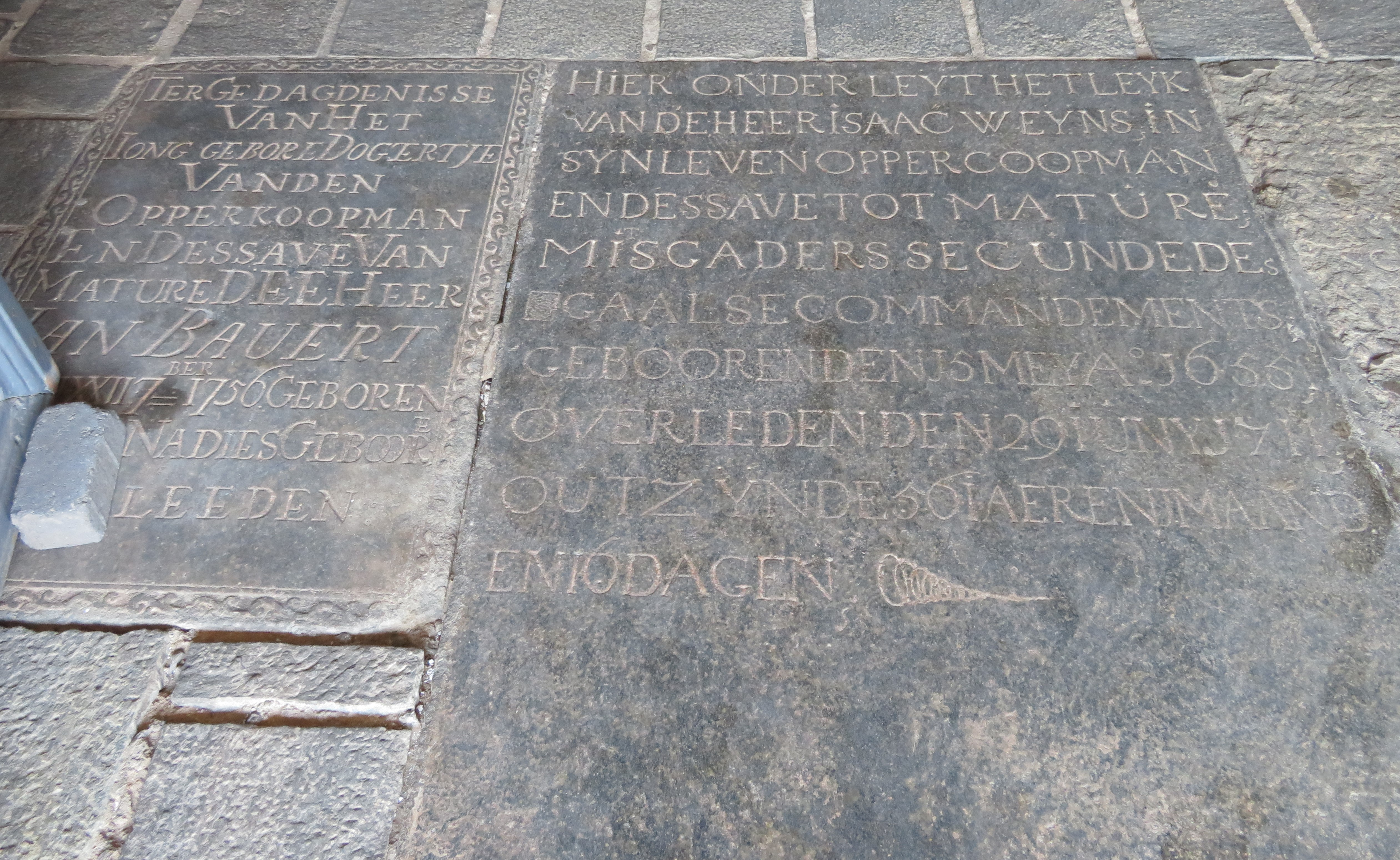
Losas funerarias holandesas
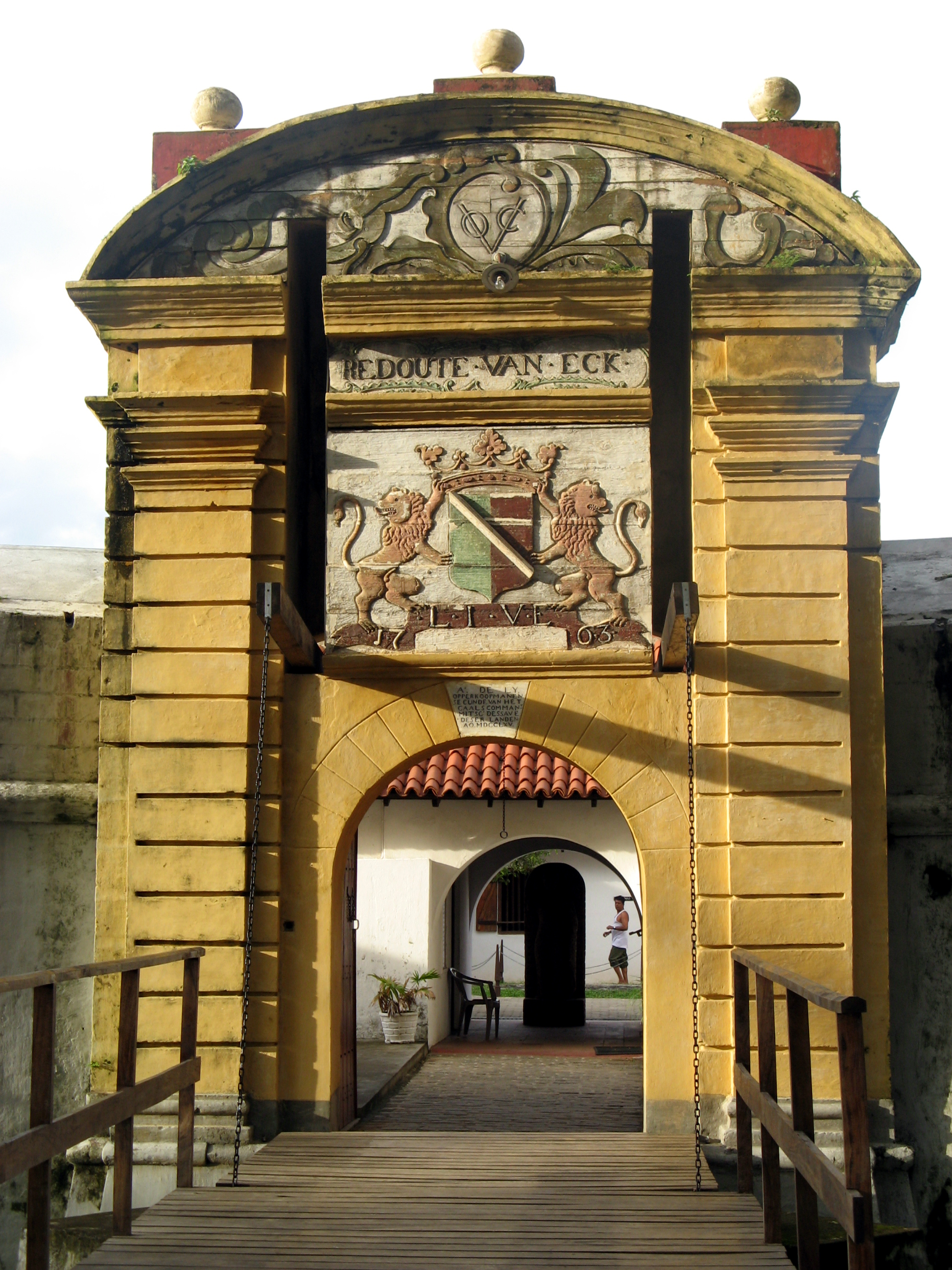
Puerta de Star Fort
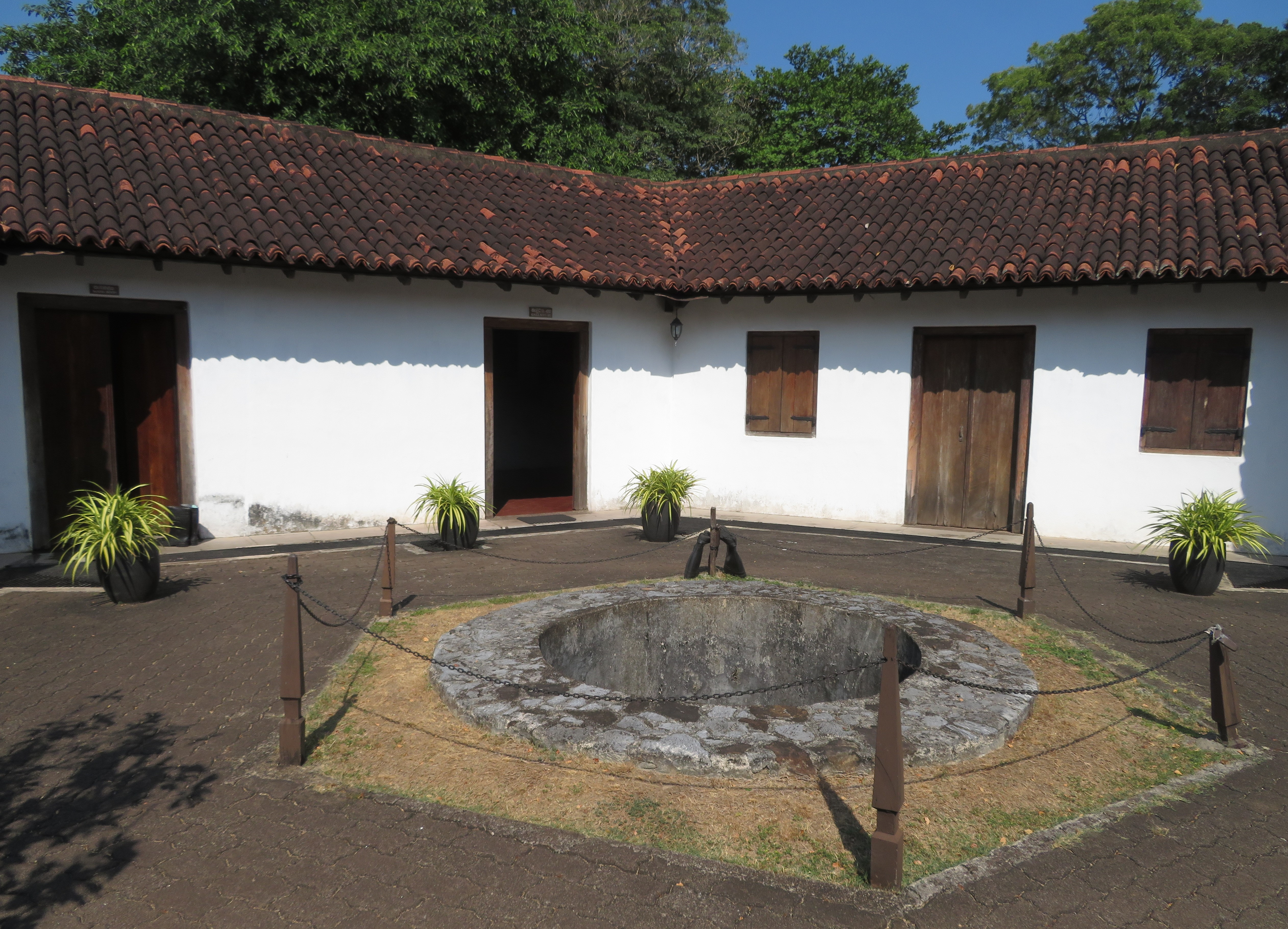
Fuente en el interior de Star Fort
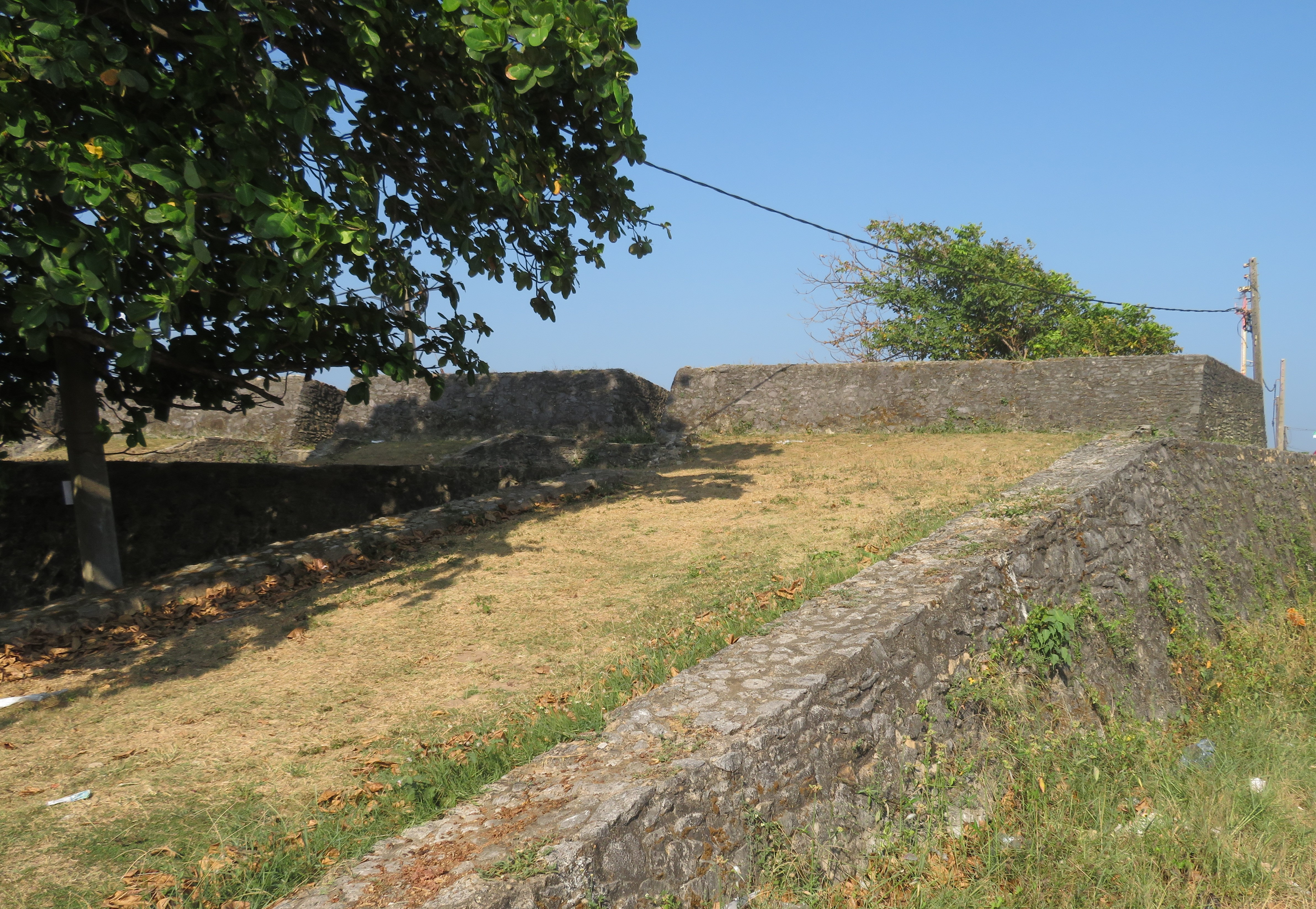
Muralla de Matara Fort
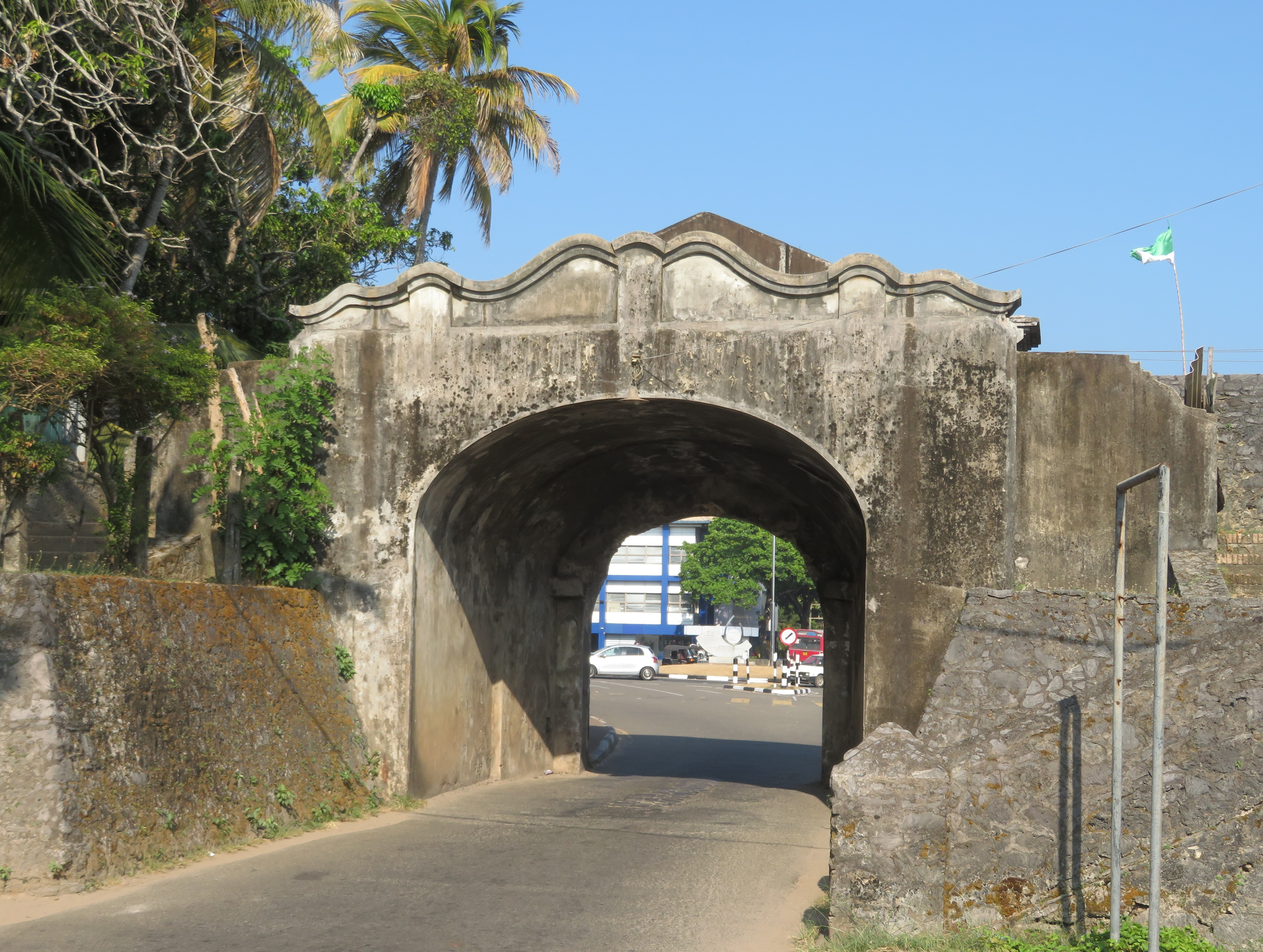
Puerta de Matara Fort